# Gottfried Büchner
Gottfried Büchner, född 1701 och död 1780, var en tysk teolog.
Büchner var rektor i Querfurt, känd som författare till Biblische Real- und Verbal-Concordanzien, en mindre upplaga utkom 1740, och en större i två band 1750. Den har senare utgett i en mängd upplagor. På svenska utgavs den 1754, 1789 och 1846.